# Emanuel Navarrete
Emanuel Navarrete Martínez nació en San Juan Zitlaltepec, México el 17 de enero de 1995. Conocido como El Vaquero, un boxeador profesional que, desde febrero de 2023 posee el título de Campeón Mundial de peso superpluma de la organización mundial del boxeo.
En su carrera profesional, Navarrete logró un récord de 38 victorias en 41 peleas, 31 victorias por nocaut, y una derrota. Hizo su primer pelea en el boxeo profesional en el 2012 y desde entonces ha logrado vencer a anteriores campeones mundiales como Isaac Dogboe y Óscar Valdez.
A lo largo de su carrera, Emanuel ha ganado campeonatos en diversas divisiones de peso. Desde 2018 hasta 2020, se proclamó campeón del mundo de peso supergallo de la OMB, y posteriormente, desde 2020 hasta 2023, ostentó el título de peso pluma de la misma organización.

## Historial de peleas amateur
Navarrete poseía un récord en peleas amateur de 108–7.

## Historial de peleas profesionales

### Debut y récord en sus primeros seis años como profesional
Emanuel Navarrete debutó como boxeador profesional el 18 de febrero de 2012, enfrentándose a Misael Ramírez, y consiguiendo una victoria por nocaut técnico en el primer asalto. 
En sus primeras cuatro peleas, mantuvo un récord perfecto al noquear a todos sus oponentes. Sin embargo, su racha invicta terminó cuando enfrentó a Daniel Argueta, quien lo derrotó por decisión unánime.A pesar de este revés, Navarrete logró consolidarse en los años siguientes, registrando un impresionante récord de 25 victorias, y una sola derrota durante un periodo de seis años.

### Campeón de peso supergallo de la OMB
El 17 de octubre de 2018, se anunció que desafiaría a Isaac Dogboe, el entonces campeón de peso supergallo de la OMB, en lo que sería la segunda defensa del título de Dogboe. El evento tuvo lugar en el Teatro Hulu de la ciudad de Nueva York, y fue transmitido por ESPN en las Américas, así como por VITV en Ghana, país natal de Dogboe.
Navarrete llegó a su primera pelea por el título como el probable perdedor, ya que la mayoría de los apostadores no confiaban en sus posibilidades de éxito. Sin embargo, sorprendió al obtener la victoria por decisión unánime. Dos jueces puntuaron el combate 116-112 a favor de Navarrete, mientras que el tercero lo calificó con 115-113 en su favor.
Aunque Dogboe logró derribar a Navarrete con un golpe de derecha en el noveno asalto, el árbitro Benjy Esteves Jr. determinó que el golpe fue ilegal, por lo que no se contó como caída. Durante el transcurso de la pelea, Navarrete mostró superioridad al superar a Dogboe tanto en golpes conectados (221 frente a 176) como en golpes lanzados (804 frente a 686).
Una revancha inmediata entre ambos boxeadores fue programada para el 11 de mayo de 2019 en el Centro de Convenciones de Tucson, Arizona. La revancha encabezó una cartelera de Top Rank y fue transmitida por el canal ESPN. En esta segunda pelea, Navarrete fue más contundente, logrando una victoria por nocaut técnico en el duodécimo asalto.  
Desde el inicio del combate, Navarrete mantuvo a Dogboe a distancia con jabs y acumuló daño con golpes directos. 
A partir del noveno asalto, Navarrete tomó el control total de la pelea, mientras que el ex campeón Dogboe mostraba signos de deterioro físico. Finalmente, el padre y entrenador de Dogboe lanzaron la toalla en el último minuto del duodécimo asalto. Navarrete conectó casi tres veces más golpes que Dogboe, superándolo en un total de 314 a 121.

#### Navarrete vs. De Vaca
El 14 de junio de 2019, ESPN informó que Navarrete se estaba preparando para su segunda defensa del título contra Francisco De Vaca, un boxeador invicto. Aunque inicialmente no se habían confirmado la fecha ni el lugar exactos de la pelea, estaba planeado que formara parte de la cartelera previa al enfrentamiento entre José Benavidez Jr. y Luis Collazo.
Sin embargo, debido a una lesión sufrida por Benavidez, se decidió reorganizar el evento, haciendo de la pelea de Navarrete el combate principal de la cartelera de Top Rank. El enfrentamiento quedó programado para el 17 de agosto.
El enfrentamiento tuvo lugar en el Banc of California Stadium, ubicado en Los Ángeles, California, y fue transmitido por ESPN. Durante el combate, Navarrete, quien era considerado el favorito según las apuestas, logró una victoria por nocaut técnico en el tercer asalto. 
A lo largo de la pelea, Navarrete ejerció una presión constante sobre De Vaca, y finalmente logró noquear a su oponente tras una combinación de golpes al primer minuto y 54 segundos del tercer asalto.

#### Navarrete vs. Elorde
Cinco días después de que hiciera su segunda defensa del título, el vicepresidente de Top Rank, Carl Moretti, confirmó que Navarrete haría su tercera defensa del título contra el peso pluma júnior número 2 de la OMB, Juan Miguel Elorde. 
La pelea fue programada para el 14 de septiembre de 2019, solo 28 días después de la pelea anterior de Navarrete. La pelea fue transmitida por BT Sport y ESPN+ pay per view. Navarrete ganó la pelea por nocaut técnico en el cuarto asalto. Primero derribó a Elorde en el tercer asalto, para después noquearlo con una ráfaga de golpes un asalto después.

#### Navarrete vs. Horta
Navarrete fue programado para hacer su cuarta defensa del título peso supergallo de la OMB contra Francisco Horta, en su cuarta pelea del año. La pelea estaba programada como parte de la cartelera de una cartelera de Top Rank transmitida por ESPN que se llevó a cabo el 7 de diciembre de 2019 en el Auditorio GNP Seguros en Puebla, México .
Fue la primera pelea por el título de Navarrete en su México natal. Navarrete ganó la pelea por nocaut técnico en el cuarto asalto. Después de un comienzo lento, Navarrete comenzó a atrapar a Horta con golpes en bucle, y finalmente noqueó a su oponente en el minuto 2:09 del cuarto asalto.

#### Navarrete vs. Santísima
El 30 de enero de 2020, se anunció que defendería su título ante Jeo Santísima. La fecha programada para el combate fue el 22 de febrero de 2020. A pesar de algunas dificultades, Navarrete obtuvo la victoria por nocaut en el undécimo asalto. Durante el combate, Navarrete mostró signos de lentitud y fatiga inusual, pero aun así logró hacer tambalear al retador filipino en el quinto asalto, culminando con un nocaut a los 2 minutos y 20 segundos del undécimo asalto.
Después del combate, Navarrete reveló que había sufrido una lesión en el pulgar derecho durante la pelea. En una entrevista posterior al combate, mencionó: "Lo lastimé de manera extraña con la mano derecha y me lastimé el pulgar". A pesar de la lesión, Navarrete logró superar los obstáculos y salir victorioso.

### Campeón de peso pluma de la OMB

#### Navarrete vs. Villa
El 20 de junio de 2020, Navarrete aceptó el desafío de enfrentarse a Uriel López en una pelea en la categoría de peso pluma. Ganando por nocaut técnico en el sexto asalto. Durante el combate, dominó a su oponente, superándolo en golpes totales (190 contra 49) y golpes de poder (150 contra 38).
Después de esta victoria, Navarrete expresó en una entrevista posterior a la pelea su disposición a dejar vacante su título de peso pluma júnior si los otros campeones no estaban dispuestos a enfrentarlo en una pelea de unificación. El 12 de julio de 2020, oficialmente renunció a su título de peso pluma júnior de la OMB y ascendió a la categoría de peso pluma.
Según las reglas del organismo sancionador, al renunciar al título, automáticamente se convirtió en el retador obligatorio al título vacante de peso pluma de la OMB.
La Organización Mundial de Boxeo (OMB) emitió una orden para que el contendiente número 2, Jessie Magdaleno, enfrentara al retador obligatorio y contendiente número 1, Navarrete, por el título vacante. Sin embargo, debido a la incapacidad de ambos boxeadores para llegar a un acuerdo, la OMB decidió convocar una subasta, la cual fue ganada por Top Rank con una oferta de $250,000.
Inicialmente, se esperaba que la pelea se llevara a cabo en octubre del mismo año, pero esta idea fue descartada cuando Magdaleno rechazó la oferta de contrato de Top Rank, expresando su descontento con las condiciones propuestas.
En su lugar, Rubén Villa, el contendiente mejor clasificado disponible, aceptó el desafío. La pelea por el título vacante entre Navarrete y Villa se programó como el evento principal de una cartelera transmitida por ESPN el 9 de octubre de 2020.
Navarrete ganó la pelea por decisión unánime, derribando a Villa en dos ocasiones. La primera caída ocurrió cerca del final del primer asalto, cuando Navarrete conectó un uppercut de izquierda. La segunda caída se produjo en el cuarto asalto, como resultado de un gancho de izquierda.
Dos de los jueces puntuaron la pelea 114-112 a favor de Navarrete, mientras que el tercer juez dio una puntuación de 115-111. Durante el combate, Navarrete conectó 163 golpes totales, frente a los 131 de Villa. La diferencia fue aún más notable en los golpes de poder, donde Navarrete conectó 131, mientras que Villa únicamente logró 58.
En la entrevista posterior a la pelea, Navarrete expresó su deseo de participar en una pelea de unificación por el título con el campeón de peso pluma de la FIB, Josh Warrington.

#### Navarrete vs. Díaz
Fue programado para hacer su primera defensa del título de peso pluma de la OMB contra el ex retador al título de peso ligero júnior de la OMB, Christopher Díaz. La pelea estaba programada como el evento principal de una cartelera de ESPN que se llevaría a cabo el 24 de abril de 2021 en el Silver Spurs Arena de Kissimmee, Florida .
Al igual que en todas sus defensas anteriores del título, Navarrete fue visto como el favorito para retener, y la mayoría de los apostadores lo tenían como favorito de -900. Frente a una multitud de 3262 personas, Navarrete ganó la pelea por nocaut técnico en el duodécimo asalto. 
En ese momento, él se las ingenio para lograr derribar a Díaz un total de cuatro veces a lo largo de la pelea, y la caída final provocó que tanto sus esquineros como el árbitro detuvieran la pelea. Navarrete conectó 257 de los 183 golpes totales de Díaz, de los cuales 241 fueron golpes de poder.

#### Navarrete vs. González
El 27 de abril de 2021, solo tres días después de su primera defensa del título, se reveló que Navarrete estaba en conversaciones para enfrentar al retador obligatorio Joet González. González se había ganado su estatus obligatorio al vencer al tres veces retador al título mundial Miguel Marriaga .
La pelea se anunció oficialmente para el encabezado par de una tarjeta de transmisión de ESPN del 15 de octubre de 2021, que tuvo lugar en el Pechanga Arena en San Diego, California . Navarrete retuvo el título por decisión unánime. 
Dos de los jueces puntuaron la pelea 116-112 a favor de Navarrete, mientras que el tercer juez la puntuó 118-110 a su favor. Navarrete conectó cien golpes sobre lo que conectó González (272 a 169), y unos cincuenta golpes de poder más (204 a 150). Lanzó 979 golpes durante la pelea de doce asaltos, con un promedio de 81,6 golpes por asalto.

#### Navarrete vs. Báez
El 29 de junio de 2022 se anunció que Navarrete realizaría su tercera defensa del título contra Eduardo Báez, quien ocupaba el séptimo puesto en la clasificación de peso pluma de la OMB. La pelea fue programada como el evento principal de una transmisión de ESPN y se llevó a cabo el 20 de agosto de 2022 en el Pechanga Arena de San Diego, California.
Aunque Navarrete tuvo un inicio lento, logró asegurar una victoria por nocaut en el sexto asalto. Durante el primer minuto de ese asalto, conectó un gancho de izquierda al cuerpo de Báez, lo que provocó que su oponente se arrodillara, siendo contado por el árbitro a los 1:00 minutos.
En el momento de la detención, Navarrete estaba en desventaja en las tarjetas de puntuación. Dos jueces tenían a Báez en ventaja con puntuaciones de 50-45 y 48-47, mientras que el tercer juez daba la ventaja a Navarrete con un 49-46.

### Campeón de peso superpluma de la OMB

#### Navarrete vs. Wilson
El 9 de noviembre de 2022, la Organización Mundial de Boxeo (OMB) emitió una orden oficial en la que se establecía que Emanuel Navarrete debía enfrentarse a Óscar Valdez por el campeonato vacante de peso ligero júnior de la OMB. A pesar de ser el actual campeón de peso pluma, Navarrete recibió una excepción que le permitió participar en esta pelea sin ser despojado de su título anterior.
La pelea por el título vacante se programó como el evento principal de una transmisión de ESPN, teniendo lugar en el Desert Diamond Arena en Glendale, Arizona, el 3 de febrero de 2023. Sin embargo, Óscar Valdez se retiró de la pelea el 13 de diciembre, lo que llevó a un cambio en los planes. Como resultado, Navarrete fue reprogramado para enfrentar a Liam Wilson en su lugar, disputando el título vacante. 
Durante el combate contra Wilson, Navarrete enfrentó dificultades al ser derribado en el cuarto asalto. No obstante, logró recuperarse y finalmente ganar la pelea por nocaut técnico en el noveno asalto. Posteriormente, el 9 de febrero de 2023, Emanuel Navarrete tomó la decisión de dejar vacante su título de peso pluma de la OMB,.

#### Navarrete vs. Valdez
El 12 de agosto de 2023, en el Desert Diamond Arena en Glendale, Arizona, Navarrete estaba programado para realizar la primera defensa de su título de peso superpluma de la OMB contra Óscar Valdez, un ex-campeón mundial en dos ocasiones. Durante la pelea, Navarrete adoptó una postura más ofensiva, mientras que Valdez buscaba explotar las oportunidades defensivas mediante contragolpes. 
A pesar de los esfuerzos de Valdez, Navarrete logró una victoria por decisión unánime con las siguientes puntuaciones de los jueces: 116-112, 118-110 y 119-109.
Luego de la pelea se empezó a hablar por distintos medios sobre un posible enfrentamiento entre Navarrete y el ex campeón mundial Shakur Stevenson.

## Títulos mundiales
- Campeón mundial de peso supergallo de la Organización Mundial de Boxeo.
- Campeón mundial de peso pluma de la Organización Mundial de Boxeo.
- Campeón mundial de peso superpluma de la Organización Mundial de Boxeo.

## Récord de boxeo profesional
| 41 peleas | 38 victorias | 2 derrotas | 1 empate |
| --------- | ------------ | ---------- | -------- |
| Nocaut    | 31           | 0          |          |
| Decisión  | 8            | 2          |          |

| No. | Resultado | Récord | Oponente                   | Método | Asalto, tiempo | Fecha                    | Localización                                              | Notas                                               |
| --- | --------- | ------ | -------------------------- | ------ | -------------- | ------------------------ | --------------------------------------------------------- | --------------------------------------------------- |
| 41  | Derrota   | 38-2-1 | Denys Berinchyk            | DD     | 12             | 18 de mayo de 2024       | Pechanga Arena, San Diego, California, U.S.               | Por el título de peso ligero de la OMB.             |
| 40  | Empate    | 38–1–1 | Robson Conceição           | MD     | 12             | 16 de noviembre de 2023  | T-Mobile Arena, Paradise, Nevada, U.S..                   | Defendió el título de peso superpluma de la OMB.    |
| 39  | Victoria  | 38–1   | Óscar Valdez               | UD     | 12             | 12 de agosto de 2023     | Desert Diamond Arena, Glendale, Arizona                   | Defendió el título de peso superpluma de la OMB.    |
| 38  | Victoria  | 37–1   | Liam Wilson                | TKO    | 9 (12), 1:57   | 3 de febrero de 2023     | Desert Diamond Arena, Glendale, Arizona, U.S.             | Ganó el título vacante de peso superpluma de la WBO |
| 37  | Victoria  | 36–1   | Eduardo Báez               | KO     | 6 (12), 1:05   | 20 de agosto de 2022     | Pechanga Arena, San Diego, California, U.S.               | Retiene el título peso pluma de la OMB.             |
| 36  | Victoria  | 35–1   | Joet González              | UD     | 12             | 15 de octubre de 2021    | Pechanga Arena, San Diego, California, U.S.               | Retiene el título peso pluma de la OMB.             |
| 35  | Victoria  | 34–1   | Christopher Díaz           | TKO    | 12 (12), 2:49  | 24 de abril de 2021      | Silver Spurs Arena, Kissimmee, Florida, U.S.              | Retiene el título peso pluma de la OMB.             |
| 34  | Victoria  | 33–1   | Rubén Villa                | UD     | 12             | 9 de octubre de 2020     | MGM Grand Conference Center, Paradise, Nevada, U.S.       | Gana el título de la OMB de peso pluma              |
| 33  | Victoria  | 32–1   | Uriel López                | TKO    | 6 (10), 2:22   | 20 de junio de 2020      | Gimnasio TV Azteca, Ciudad de México, México              |                                                     |
| 32  | Victoria  | 31–1   | Jeo Santisima              | TKO    | 11 (12), 2:20  | 22 de febrero de 2020    | MGM Grand Garden Arena, Paradise, Nevada, U.S.            | Retiene el título OMB de peso supergallo            |
| 31  | Victoria  | 30–1   | Francisco Horta            | KO     | 4 (12), 2:09   | 7 de diciembre de 2019   | Auditorio GNP Seguros, Puebla, México                     | Retiene el título OMB de peso supergallo            |
| 30  | Victoria  | 29–1   | Juan Miguel Elorde         | TKO    | 4 (12), 0:26   | 14 de septiembre de 2019 | T-Mobile Arena, Paradise, Nevada, U.S.                    | Retiene el título OMB de peso supergallo            |
| 29  | Victoria  | 28–1   | Francisco De Vaca          | KO     | 3 (12), 1:54   | 17 de agosto de 2019     | Banc of California Stadium, Los Angeles, California, U.S. | Retiene el título OMB de peso supergallo            |
| 28  | Victoria  | 27–1   | Isaac Dogboe               | TKO    | 12 (12), 2:02  | 11 de mayo de 2019       | Convention Center, Tucson, Arizona, U.S.                  | Retiene el título OMB de peso supergallo            |
| 27  | Victoria  | 26–1   | Isaac Dogboe               | UD     | 12             | 8 de diciembre de 2018   | Hulu Theater, New York City, New York, U.S.               | Gana el título OMB de peso supergallo               |
| 26  | Victoria  | 25–1   | José Sanmartin             | KO     | 12 (12), 0:46  | 2 de junio de 2018       | Arena José Sulaimán, Monterrey, México                    |                                                     |
| 25  | Victoria  | 24–1   | Breilor Teran              | TKO    | 4 (10)         | 10 de marzo de 2018      | Domo Sindicato de Trabajadores IMSS, Tlalpan, México      |                                                     |
| 24  | Victoria  | 23–1   | Glenn Porras               | TKO    | 2 (10), 1:37   | 20 de enero de 2018      | Domo Sindicato de Trabajadores IMSS, Tlalpan, México      |                                                     |
| 23  | Victoria  | 22–1   | Danny Flores               | TKO    | 2 (10), 2:43   | 28 de octubre de 2017    | Domo Sindicato de Trabajadores IMSS, Tlalpan, México      |                                                     |
| 22  | Victoria  | 21–1   | Jhon Gemino                | TKO    | 5 (10), 2:20   | 29 de julio de 2017      | Domo Sindicato de Trabajadores IMSS, Tlalpan, México      |                                                     |
| 21  | Victoria  | 20–1   | Luis Bedolla Orozco        | TKO    | 2 (8), 2:28    | 24 de junio de 2017      | Domo del Parque San Rafael, Guadalajara, México           |                                                     |
| 20  | Victoria  | 19–1   | Salvador Hernández Sánchez | TKO    | 1 (10), 2:48   | 25 de marzo de 2017      | Gimnasio municipal, Palenque, México                      |                                                     |
| 19  | Victoria  | 18–1   | Dennis Contreras           | TKO    | 6 (10), 0:50   | 21 de enero de 2017      | Deportivo Benito Juárez, Ciudad de México, México         |                                                     |
| 18  | Victoria  | 17–1   | Martin Casillas            | UD     | 10             | 8 de octubre de 2016     | Estadio Francisco León García, Puerto Peñasco, México     |                                                     |
| 17  | Victoria  | 16–1   | Eleazar Valenzuela         | UD     | 8              | 13 de agosto de 2016     | PoBaja California Center, Tijuana, México                 |                                                     |
| 16  | Victoria  | 15–1   | Roberto Pucheta            | TKO    | 2 (8), 2:55    | 16 de julio de 2016      | Polideportivo Soraya Jimenez, Los Reyes La Paz, México    |                                                     |
| 15  | Victoria  | 14–1   | Oswaldo Castro             | TKO    | 5 (10), 1:55   | 5 de marzo de 2016       | Arena Ciudad de México, Ciudad de México, México          |                                                     |
| 14  | Victoria  | 13–1   | Ricardo Roman              | KO     | 3 (10), 2:59   | 28 de noviembre de 2015  | Arena Tequisquiapan, Tequisquiapan, México                |                                                     |
| 13  | Victoria  | 12–1   | Jonathan Lecona Ramos      | TKO    | 4 (8), 0:54    | 5 de septiembre de 2015  | Gran Teatro Moliere, Polanco, México                      |                                                     |
| 12  | Victoria  | 11–1   | Enrique Bernache           | TKO    | 6 (8), 1:21    | 4 de julio de 2015       | Centro de Usos Múltiples, Hermosillo, México              |                                                     |
| 11  | Victoria  | 10–1   | Marco Antonio González     | RTD    | 2 (6), 3:00    | 21 de febrero de 2015    | Gimnasio municipal Zumpango, Zumpango, México             |                                                     |
| 10  | Victoria  | 9–1    | Alberto Luna Galicia       | UD     | 8              | 21 de noviembre de 2014  | José Cuervo Salón, Polanco, México                        |                                                     |
| 9   | Victoria  | 8–1    | Emmanuel Domínguez         | TKO    | 4 (4)          | 8 de agosto de 2014      | José Cuervo Salón, Polanco, México                        |                                                     |
| 8   | Victoria  | 7–1    | Antonio Gutiérrez          | TKO    | 4 (8), 2:40    | 2 de marzo de 2013       | Gimnasio de las Liebres, Río Bravo, México                |                                                     |
| 7   | Victoria  | 6–1    | Ramón Pena                 | TKO    | 2 (4), 1:01    | 15 de diciembre de 2012  | Auditorio municipal, San Juan Zitlaltepec, México         |                                                     |
| 6   | Derrota   | 5–1    | Daniel Argueta             | UD     | 4              | 26 de julio de 2012      | José Cuervo Salón, Polanco, México                        |                                                     |
| 5   | Victoria  | 5–0    | Ismael Garnica             | TKO    | 1 (4)          | 21 de junio de 2012      | José Cuervo Salón, Polanco, México                        |                                                     |
| 4   | Victoria  | 4–0    | Iván Ochoa Sánchez         | TKO    | 1 (4)          | 10 de mayo de 2012       | José Cuervo Salón, Polanco, México                        |                                                     |
| 3   | Victoria  | 3–0    | Iván Donovan               | TKO    | 1 (4), 1:52    | 12 de abril de 2012      | José Cuervo Salón, Polanco, México                        |                                                     |
| 2   | Victoria  | 2–0    | Jonathan Rojas             | TKO    | 1 (4)          | 8 de marzo de 2012       | José Cuervo Salón, Polanco, México                        |                                                     |
| 1   | Victoria  | 1–0    | Misael Ramírez             | TKO    | 1 (4)          | 18 de febrero de 2012    | Auditorio municipal, Zumpango, México                     |                                                     |